# 階層結構
階層結構又称等级制度、序位体系，是將單位按照不同的份量或等級，區分為各層的一種層次安排方式，意味著任一層會被視為比另一層要來得「高」或「低」。阶层结构随不同语境或学科，另有许多二字词异名或简称：階層、階級、等級、層級、層次、分層。
這個詞，在外語最初是指受祭司統治（希臘語：ἱεραρχία, hierarkhia），但現在已推而廣之，用於描述具有下級和上級線性關係概念的系統，每一層只有一個直接的上一層。階層結構通常以樹狀結構的形式呈現，用於知識或內容系統化組織的分類學（taxonomy）是階層結構的一個範例。
階層結構或階層是許多領域的重要概念，如建築學、哲學、設計、數學、資訊科學、組織理論、系統理論、系統生物學以及社會科學（尤其是政治學）。

## 社會科學
在社會科學，等级制度或稱階級制度（hierarchy）是把所有人或团体分等级的(scalar)制度，在这种制度下各个等级拥有不平等的权利，上层等级权利大，下层等级权利小；而且往往下层等级人数众多，受到人数较少的上层等级的统治和管辖。这就构成了阶梯状的社会结构，大多数的权力掌握在少數人手里。
等级规定了其所属者的权利与义务的多寡，等级之间一般是壁垒森严，界限分明的。
几千年来的人类社会一直在等级制度下发展，这主要体现在阶级的产生和存在。阶级是一种涉及全社会人员的等级制度，还有涉及部分人的等级制度，所以一个社會往往有若干并行交叉的等级制度。所有政权均是等级制度的产物。
等级制度还可以针对各个团体，比如说表现为朝贡体系。

### 起源
原始社会中，人与人之间没有等级之分。等级制度萌芽在原始社会末期，私有制产生之前，首先表现为社会分层，同时开始产生阶级。比如很多原始部落选出有仲裁权的首领，他们比平常人有更多权利和义务。阶级的形成标志着等级制度正式形成。等级分化进一步发展，表现为古代国家出现的各种社会等级制度。也有学者认为，等级制度在出现了私有财产和世族贵族之后才形成。
社会分工的产生是等级制度产生的重要推动力之一，此外血缘关系、财产分化、人身依附、征服战争、移民和宗教活动等等因素都加速了等级制度的深化。

### 範例
- 印度种姓制度
- 元朝种姓制度
- 封建制度
  - 中国
  - 欧洲
    - 王国境内的诸阶层
- 朝贡体系
- 华族制度
- 阶级社会
- 贵族等级
- 二十等爵
- 品秩
- 中國爵位
- 軍銜、警銜
- 生物分類級別

### 批评
尽管全球范围内，等级制度大规模存在，还是有很多人批评等级制度和等级思想，认为这是不公的。
法国作家巴尔扎克虽曾创作多部小说，无情地揭露了社会等级制度下的不公与黑暗，但他并不赞成大规模的社会革命，他曾表示：
|  | 除了缓慢的改良，没有任何东西能改变人类社会的等级制度。 |

马克思主义者和无政府主义者致力于消灭等级制度。他们认为各种形式的等级制度是不可容忍的，违反了平等的精神，最终会随社会发展而消失；在等级制度下，社会生产资料和劳动成果主要按等级分配，构成剥削。无政府主义有一整套关于无等级制度的政治理论。
马克思主义解决等级制度的方案是共产主义社会，无政府主义的解决方案是无政府制。
现代社会的等级制是有社会分工并由此产生的社会分层分化为条件的。资本的流动和扩大是等级产生的不可避免的原因，因而要求社会在每一个方面、每一个地方都要建立等级制的撤出机制，就目前看来，共产主义包含的思想和资本的相互对冲会使社会达到良好的效果。